# مئة خطبة وخطبة (مسلسل)
مئة خطبة وخطبة (بالكورية: 101번째 프로포즈 | حرفياً: 101 بونجاي بروبوسو | يعرف باسم فتاتي المثالية) هو مسلسل تلفزيوني كوري جنوبي من عام 2006 من بطولة إي من شك وباك سن يونغ. بث المسلسل على قناة إس بي إس ابتداء من 29 مايو إلى 25 يوليو من عام 2006، وذلك يومي الاثنين والثلاثاء الساعة 21:55 وعدد حلقاته 15.
المسلسل هو إعادة إصدار لدراما يابانية بعنوان 101 طلب للزواج (باليابانية: 101回目のプロポーズ | حرفياً: 101 كايمي نو بوربوزو) والذي بث على تلفزيون فوجي في سنة 1991.

## القصة
باك دال جاي (إي من شك) الأعزب لفترة طويلة أمضى الكثير من وقته في مواعيد زواج عمياء، ولكنه لم يستطع أن يجد زوجة. هذا المجال صعب بالنسبة إليه لأنه كبير السن وليس جميلاً ولا غنياً ولكنه يضع قلبه في الموضع الصحيح. في موعده المئة يلتقي أخيراً بفتاته المثالية ذات التسعة وعشرين عاماً وهي المذيعة هان سو جنغ (باك سن يونغ).
موت حبها الأول تشان هيوك جعل حياة سو جنغ متجمدة. بعد ذلك توسلت لها خالتها للذهاب في موعد أعمى مع دال جاي، حيث اندهشت أن دال جاي يقول نفس الكلمات التي قالها تشان هيوك عندما تقدم لها.
تكتشف سو جنغ فيما بعد أن دال جاي كان يتدرب على يد أخيه الأصغر. تظل سو جنغ تعامله ببرود ولكن سذاجة قلبه النقي تجبرها على الابتسام. ولأن سو جنغ أصبحت تتقبله، فإن دال جاي أصبح يتأمل منها أنها سوف تبادله المشاعر يوماً ما. ولكن للأسف فإن رجلاً آخر هو وو سك (جنغ سنغ هوان) والذي يشبه تشان هيك، يظهر في حياة سو جنغ، ونتيجة لذلك تضطرب حياتهم.

## طاقم العمل
| الممثل/الممثلة | الشخصية       |
| -------------- | ------------- |
| إي من شك       | باك دال جاي   |
| باك سن يونغ    | هان سو جنغ    |
| سونغ تشانغ يي  | سو هين جن     |
| جنغ سنغ هوان   | جنغ وو سك     |
| هونغ سو آه     | هان غم جنغ    |
| إي جنغ من      | باك من جاي    |
| إم هيون شك     | باك تشانغ مان |
| تشوي ران       | جانغ أون إم   |
| كم هينغ جا     | يوم سن جا     |
| جو أون سوك     | نو جنغ سن     |
| كم جي هي       | نو تشاي يونغ  |
| جونغ غيونغ هو  | أوه يونغ بل   |
| إي جن غي       | نفسه          |

## وصلات خارجية
- مئة خطبة وخطبة (دراما - 2006)، على موقع هان سينما.
- الموقع الرسمي للمسلسل.